# 有氧运动

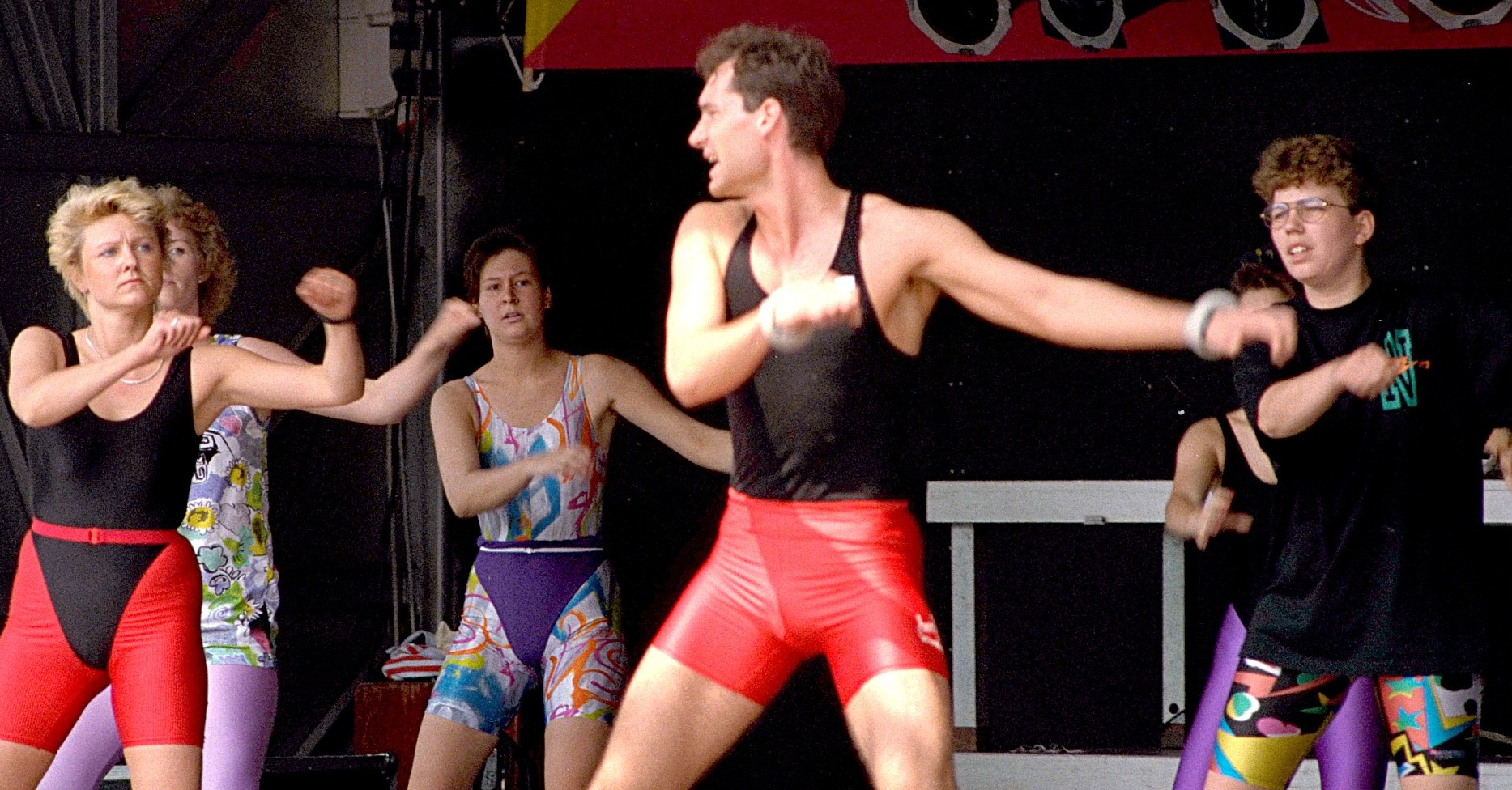
有氧健身操课训练班

有氧运动（英語：Aerobic exercise），又称有氧训练、需氧运动、帶氧運動，是一种以提高人体耐力质素，增强心肺功能为目的的体育运动，很多时候也被用作减轻体重。

## 原理
人体运动需要ATP來提供能量，ATP可以由身体进行有氧代谢和无氧代谢合成。无氧代谢能够短时间内在不需要氧气的状态合成ATP，但是维持时间不长；而有氧代谢需要氧气参与合成ATP，但是能够长时间进行。一般认为，运动中消耗的ATP以有氧代谢产生为主的就是有氧运动。

## 運動耐力
運動耐力是指運動時的心肺耐力，是進行有氧運動時的一個指標，以防止運動過量。

## 测定
进行体育运动时，当心率达到最大心率的50%－90%，就可认定是在进行有氧训练，或者可以用自我感觉对自己运动时的状态测定，在自我感觉“很轻松”、“比较轻松”、“有点累”、“比较累”、“很累”五个等级中，如果认为是“有点累”，到“比较累”之间，也可认定是有氧运动。要达到增强耐力的锻炼效果，有氧训练的最低要求是，每天累计锻炼时间30分钟，每周运动三次。
比較科學的定義，有氧運動是指長時間（15分鐘以上）、有節奏、會令心率上升的大肌肉運動。

### 運動333
每週運動3次，每次超過30分鐘，心跳每分鐘130下。

### 運動357
運動每次應達30分鐘，每週5次，運動時每分鐘心跳數應達最大心跳數的7成。
預估最大心跳數的公式為220減去自己的年齡。例如一位24歲健康人預估最大心跳數為：220-24=196 (心跳/每分鐘).

### 測定之替代方案
評估運動時喘的程度，應達到感覺有點喘，但還可以講話，便是適當的運動強度，但若喘到沒辦法講話，代表超出心臟可負荷範圍。

### 運動須知
- 運動不分季節，但要量力而為。
- 高血壓不宜劇烈運動。台大醫院復健科醫師 陳思遠：「運動357的準則是強調運動的時間、頻率和強度，但如果高血壓患者從事過於劇烈的運動，例如激烈的羽球、籃球競賽等，容易在短時間內就喘不過氣，甚至血壓飆高，危及健康。」
- 中老年人要達到333原則有點吃力，建議以運動完會喘，但仍可說話為原則，避免運動到上氣不接下氣。
- 年輕人則應以運動333原則為低標，選擇跑步、騎單車或游泳等有氧運動，每周3次運動各至少30分鐘，促進新陳代謝，可改善身體機能。

## 适宜项目
常用作有氧训练的项目有：健走、长距离慢跑、自行车、游泳、跳繩、有氧健身操、芭蕾舞、Zumba、踏板舞及各類有氧舞蹈等。